# Michael Altman
Michael Altman (ur. 21 sierpnia 1975 r. w Los Angeles) – amerykański wioślarz, reprezentant Stanów Zjednoczonych w wioślarskiej czwórce bez sternika wagi lekkiej podczas Letnich Igrzysk Olimpijskich w Pekinie.

## Osiągnięcia
- Mistrzostwa Świata – Kolonia 1998 – ósemka wagi lekkiej – 2. miejsce[2][3].
- Mistrzostwa Świata – Sewilla 2002 – dwójka bez sternika wagi lekkiej – 5. miejsce[2][3].
- Mistrzostwa Świata – Mediolan 2003 – dwójka bez sternika wagi lekkiej – 3. miejsce[2][3].
- Mistrzostwa Świata – Gifu 2005 – dwójka podwójna wagi lekkiej – 10. miejsce[2][3].
- Igrzyska Olimpijskie – Pekin 2008 – czwórka bez sternika wagi lekkiej – 11. miejsce[1][3].
- Mistrzostwa Świata – Linz 2008 – ósemka wagi lekkiej – 1. miejsce[3].